# Риз, Пи Ви
Гарольд Питер Генри «Пи Ви» Риз (англ. Harold Peter Henry "Pee Wee" Reese, 23 июля 1918 — 14 августа 1999) — американский профессиональный бейсболист, выступавший в Главной лиге бейсбола за клуб «Бруклин/Лос-Анджелес Доджерс» с 1940 по 1958 год. Десятикратный участник матчей всех звёзд, Риз семь раз помогал «Доджерс» завоевать титул чемпиона Национальной лиги. За его заслуги «Доджерс» закрепили за ним № 1, а в 1984 году он был включён в бейсбольный Зал славы. Риз также известен своей поддержкой Джеки Робинсона, первого афро-американского игрока главной лиги, особенно в первые, самые тяжёлые для Робинсона годы.

## Работа на телевидении
После завершения карьеры бейсболиста, Риз стал довольно успешным телевизионным комментатором. Он комментировал игру недели на канале CBS с 1960 по 1965 год (с Диззи Дином) и на канале NBC с 1966 по 1968 год (с Куртом Годи). Риз также комментировал Мировые серии 1967 и 1968 годов на радио NBC, игры «Цинциннати Редс» в 1969—1970 годах, а также работал телевизионным аналитиком «Монреаль Экспос» в 1972 году.